# Acacia chisholmii
Acacia chisholmii är en ärtväxtart som beskrevs av Jacob Whitman Bailey. Acacia chisholmii ingår i släktet akacior, och familjen ärtväxter. Inga underarter finns listade i Catalogue of Life.